# XXIV Giochi del Sud-est asiatico
I XXIV Giochi del Sud-est asiatico si sono svolti a Nakhon Ratchasima, in Thailandia, dal 6 al 15 dicembre 2007.

## Paesi partecipanti
Ai giochi hanno partecipato 5282 atleti provenienti da undici nazioni. Tra parentesi per ogni rappresentativa nazionale vi è indicato il numero di atleti partecipanti:
- Brunei (61)
- Cambogia (232)
- Indonesia (574)
- Laos (414)
- Malaysia (820)
- Birmania (506)
- Filippine (143)
- Singapore (442)
- Thailandia (982)
- Timor Est (7)
- Vietnam (624)

## Discipline
In totale si sono disputati 475 eventi sportivi per 43 discipline.

## Medagliere
*   Paese ospitante
| Posiz. | Nazione     | Oro | Argento | Bronzo | Totale |
| ------ | ----------- | --- | ------- | ------ | ------ |
| 1      | Thailandia* | 183 | 123     | 103    | 409    |
| 2      | Malaysia    | 68  | 52      | 96     | 216    |
| 3      | Vietnam     | 64  | 58      | 82     | 204    |
| 4      | Indonesia   | 56  | 64      | 83     | 203    |
| 5      | Singapore   | 43  | 43      | 41     | 127    |
| 6      | Filippine   | 41  | 91      | 96     | 228    |
| 7      | Birmania    | 14  | 26      | 47     | 87     |
| 8      | Laos        | 5   | 7       | 32     | 44     |
| 9      | Cambogia    | 2   | 5       | 11     | 18     |
| 10     | Brunei      | 1   | 1       | 4      | 6      |
| 11     | Timor Est   | 0   | 0       | 0      | 0      |
| Totale | Totale      | 477 | 470     | 595    | 1542   |